# Gran Premio de Fourmies 2021
La 88.ª edición de la clásica ciclista Gran Premio de Fourmies fue una carrera en Francia que se celebró el 12 de septiembre de 2021 sobre un recorrido de 197,6 kilómetros con inicio y final en la ciudad de Fourmies.
La carrera formó parte del UCI ProSeries 2021, dentro de la categoría 1.Pro. El vencedor fue el italiano Elia Viviani del Cofidis seguido del alemán Pascal Ackermann del Bora-Hansgrohe y el colombiano Fernando Gaviria del UAE Emirates.

## Equipos participantes
Tomaron parte en la carrera 22 equipos: 10 de categoría UCI WorldTeam, 10 de categoría UCI ProTeam y 2 de categoría Continental. Formaron así un pelotón de 154 ciclistas de los que acabaron 134. Los equipos participantes fueron:
| WorldTeams (10)- Bora-Hansgrohe - Deceuninck-Quick Step - UAE Team Emirates - AG2R Citroën Team - Trek-Segafredo - Groupama-FDJ - Israel Start-Up Nation - Cofidis - Lotto Soudal - Intermarché-Wanty-Gobert Matériaux ProTeams (10)- Alpecin-Fenix - Arkéa-Samsic - TotalEnergies - Uno-X Pro Cycling Team - Bingoal Pauwels Sauces WB - B&B Hotels p/b KTM - Delko - Sport Vlaanderen-Baloise - Vini Zabù - Team Novo Nordisk Equipos continentales (2)- Xelliss-Roubaix Lille Métropole - Saint Michel-Auber 93 |
| |

## Clasificación final
- Las clasificaciones finalizaron de la siguiente forma:[4]

| \| Clasificación general \| Clasificación general \| Clasificación general \| Clasificación general \| Clasificación general \| \| Ciclista \| Ciclista \| Equipo \| Tiempo \| \| \| --------------------- \| --------------------- \| ---------------------------------- \| --------------------- \| --------------------- \| \| 1.º \| Elia Viviani \| Cofidis \| 4 h 23 min 12 s \| \| \| 2.º \| Pascal Ackermann \| Bora-Hansgrohe \| + 0 s \| \| \| 3.º \| Fernando Gaviria \| UAE Team Emirates \| + 0 s \| \| \| 4.º \| Hugo Hofstetter \| Israel Start-Up Nation \| + 0 s \| \| \| 5.º \| Gerben Thijssen \| Lotto-Soudal \| + 0 s \| \| \| 6.º \| John Degenkolb \| Lotto-Soudal \| + 0 s \| \| \| 7.º \| Álvaro Hodeg \| Deceuninck-Quick Step \| + 0 s \| \| \| 8.º \| Jason Tesson \| Saint Michel-Auber 93 \| + 0 s \| \| \| 9.º \| Matis Louvel \| Arkéa-Samsic \| + 0 s \| \| \| 10.º \| Baptiste Planckaert \| Intermarché-Wanty-Gobert Matériaux \| + 0 s \| \| |                     |                                    |                 |
| |                     |                                    |                 |
| Fuente: ProCyclingStats |                     |                                    |                 |
| Clasificación general |                     |                                    |                 |
| Ciclista | Ciclista            | Equipo                             | Tiempo          |
| 1.º | Elia Viviani        | Cofidis                            | 4 h 23 min 12 s |
| 2.º | Pascal Ackermann    | Bora-Hansgrohe                     | + 0 s           |
| 3.º | Fernando Gaviria    | UAE Team Emirates                  | + 0 s           |
| 4.º | Hugo Hofstetter     | Israel Start-Up Nation             | + 0 s           |
| 5.º | Gerben Thijssen     | Lotto-Soudal                       | + 0 s           |
| 6.º | John Degenkolb      | Lotto-Soudal                       | + 0 s           |
| 7.º | Álvaro Hodeg        | Deceuninck-Quick Step              | + 0 s           |
| 8.º | Jason Tesson        | Saint Michel-Auber 93              | + 0 s           |
| 9.º | Matis Louvel        | Arkéa-Samsic                       | + 0 s           |
| 10.º | Baptiste Planckaert | Intermarché-Wanty-Gobert Matériaux | + 0 s           |

## UCI World Ranking
El Gran Premio de Fourmies otorgó puntos para el UCI World Ranking para corredores de los equipos en las categorías UCI WorldTeam, UCI ProTeam y Continental. Las siguientes tablas muestran el baremo de puntuación y los 10 corredores que obtuvieron más puntos:
| Posición              | 1.º | 2.º | 3.º | 4.º | 5.º | 6.º | 7.º | 8.º | 9.º | 10.º | 11.º | 12.º | 13.º | 14.º | 15.º | 16.º-30.º | 31.º-40.º |
| Clasificación general | 200 | 150 | 125 | 100 | 85  | 70  | 60  | 50  | 40  | 35   | 30   | 25   | 20   | 15   | 10   | 5         | 3         |

| Clasificación |                     |                                    |         |
| Posición      | Ciclista            | Equipo                             | General |
| ------------- | ------------------- | ---------------------------------- | ------- |
| 1.º           | Elia Viviani        | Cofidis                            | 200     |
| 2.º           | Pascal Ackermann    | Bora-Hansgrohe                     | 150     |
| 3.º           | Fernando Gaviria    | UAE Emirates                       | 125     |
| 4.º           | Hugo Hofstetter     | Israel Start-Up Nation             | 100     |
| 5.º           | Gerben Thijssen     | Lotto Soudal                       | 85      |
| 6.º           | John Degenkolb      | Lotto Soudal                       | 70      |
| 7.º           | Álvaro Hodeg        | Deceuninck-Quick Step              | 60      |
| 8.º           | Jason Tesson        | Saint Michel-Auber93               | 50      |
| 9.º           | Matis Louvel        | Arkéa Samsic                       | 40      |
| 10.º          | Baptiste Planckaert | Intermarché-Wanty-Gobert Matériaux | 35      |